# 1640년
1640년은 일요일로 시작하는 윤년이다.

## 연호
- 명(明) 숭정(崇禎) 13년
- 청(淸) 숭덕(崇德) 5년
- 일본(日本) 간에이(寛永) 17년
- 후 레 왕조(後黎朝) 즈엉호아(陽和) 6년
- 막 왕조(莫朝) 투언득(順德) 3년

## 기년
- 류큐(琉球) 쇼호왕(尚豊王) 20년
- 명(明) 의종 숭정제(毅宗 崇禎帝) 13년
- 청(淸) 태종 숭덕제(太宗 崇德帝) 14년
- 조선(朝鮮) 인조(仁祖) 18년
- 후 레 왕조(後黎朝) 신종(神宗) 22년

## 사건
- 조선의 인평대군, 볼모로 청나라의 선양에 끌려가다.
- 2월 20일 - 찰스 1세가 단기의회를 소집.
- 12월 1일 - 포르투갈이 스페인에게서 독립.

## 탄생
- 6월 5일 - 중국 청나라 초기의 소설가 포송령. (~1715년)
- 6월 9일 - 신성 로마 제국의 황제 레오폴트 1세. (~1705년)
- 9월 29일 - 프랑스의 조각가 앙투안 쿠아즈보. (~1720년)

## 사망
- 5월 30일 - 독일의 화가 페테르 파울 루벤스. (1577년~)

### 미상
- 청나라 군인 마푸타. (?~)